# Dr. Feelgood
Dr. Feelgood je britská pub rocková kapela. Byla založena v roce 1971 na Canvey Island v Essexu. Proslavila se zejména svými ranými singly jako „Back in the Night“ a „Roxette“. Její původní osobitý britský R&B sound se soustředil především na kytaru Wilko Johnsona. Kromě Johnsona byli původními členy Dr. Feelgood zpěvák Lee Brilleaux, baskytarista John B. Sparks zvaný „Sparko“ a bubeník John Martin zvaný „The Big Figure“. Ačkoliv svého největšího úspěchu dosáhli v první polovině sedmdesátých let, i v nynější době stále koncertují a nahrávají. V roce 1998 se konala společná vystoupení s kapelou Brutus v České republice v Lucerna Music Baru v Praze a v Horní Bříze. Zároveň proběhlo vystoupení v německém bluesrockovém klubu Kuhlstall v Tanně nedaleko Altenburgu, toto společné vystoupení bylo téměř po deseti letech 31. 3. 2017 na stejném místě zopakováno.

## Diskografie
Studiová alba
- Down by the Jetty (leden 1975)
- Malpractice (říjen 1975)
- Sneakin' Suspicion (květen 1977)
- Be Seeing You (září 1977)
- Private Practice (září 1978)
- Let It Roll (září 1979)
- A Case of the Shakes (září 1980)
- Fast Women and Slow Horses (říjen 1982)
- Doctor's Orders (září 1984)
- Mad Man Blues (září 1985)
- Brilleaux (srpen 1986)
- Primo (červen 1991)
- The Feelgood Factor (červenec 1993)
- On the Road Again (srpen 1996)
- Chess Masters (květen 2000)
- Speeding Thru Europe (červen 2003)
- Repeat Prescription (září 2006)